# Reginella mattoidea
Reginella mattoidea är en mossdjursart som beskrevs av Osburn 1950. Reginella mattoidea ingår i släktet Reginella och familjen Cribrilinidae. Inga underarter finns listade i Catalogue of Life.